# Place Sassine
La place Sassine (arabe : ساحة ساسين) est un carrefour urbain de Beyrouth, capitale du Liban. 

## Situation et accès
Située dans le quartier d'Achrafieh, la place se trouve dans un secteur parmi les plus prestigieux de la ville.

## Origine du nom
La place Sassine reçoit son nom d'une famille éminente d'Achrafieh. 

## Historique
Elle a été inaugurée au début des années 1990 sous les auspices du président Élias Hraoui, du Premier ministre Rafic Hariri, du député Michel Sassine, et de la municipalité de Beyrouth,,.
Le 19 octobre 2012, une voiture explose dans un attentat près de la place Sassine, tuant huit personnes, dont Wissam al-Hassan, et en blessant soixante-dix-huit autres.
Un plan de réaménagement de la place Sassine est présenté en 2017.